# Чеботовичи
Чеботовичи (бел. Чабатовічы) — деревня в Буда-Кошелёвском районе Гомельской области Белоруссии. Административный центр Чеботовичского сельсовета.

## География

### Расположение
В 22 км на юго-запад от районного центра и железнодорожной станции Буда-Кошелёвская (на линии Жлобин — Гомель), 40 км от Гомеля.

### Гидрография
На южной окраине река Зыбина (приток реки Крапивня).

## Транспортная сеть
Транспортные связи по просёлочной, затем автомобильной дороге Жлобин — Гомель. Планировка состоит из длинной, чуть изогнутой улицы, близкой к широтной ориентации, застроенной двусторонне деревянными домами усадебного типа.

## История
Обнаруженный археологами курганный могильник (сохранились 3 насыпи), который принадлежал радимичам и датируется X—XII веками (в центре деревни), свидетельствует о заселении этой территории в далёком прошлом. По письменным источникам известна с XV века. В 1499 году владелец, князь С. И. Можайский перешел на сторону Москвы, временно захватив вместе с другими и село Чеботовичи. В 1503 и 1525 годах упомянута в материалах о пограничных спорах между ВКЛ и Московским государством. В 1560 году селение в Гомельском старостве. В 1640-х годах по инвентарю Гомельского староства во владении помещика Халецкого. О военных действиях около деревни во время казацких войн 1648-54 годов свидетельствуют многочисленные находки оружия тех времён в соседних лесах.
После 1-го раздела Речи Посполитой (1772 год) в составе Российской империи, в Белицком, с 1852 года Гомельском уездах Могилёвской, с 1919 года Гомельской губерний. В 1800 года построена деревянная церковь. В 1874 году открыта школа. Центр волости (до 9 мая 1923 года), в состав которой в 1890 году входили 40 населённых пунктов с общим количеством 1075 дворов. Хозяин фольварка (рядом с деревней) владел в 1852 году 4343 десятинами земли, мельницей и трактиром. Действовал хлебозапасный магазин. В результате пожара 21 июля 1881 года сгорело 60 дворов, в том числе волостное управление. В 1874 году начались занятия в народном училище (в 1889 году 65 учеников). По переписи 1897 года находились отделение почтовой связи, 4 ветряные мельницы. Кроме земледелия жители деревни нанимались помещиком на лесоразработки. В 1909 году 1310 десятин земли, лечебный покой, казённая винная лавка, мельница. В 1914 году организовано потребительское товарищество.
В 1926 году действовали почтовое отделение, лечебный пункт, начальная школа, библиотека, изба-читальня, ветеринарный пункт, отделение потребительской кооперации.
С 8 декабря 1926 года в составе БССР, центр Чеботовичского сельсовета Уваровичского, с 17 апреля 1962 года Буда-Кошелёвского районов Гомельского (до 26 июля 1930 года) округа, с 20 февраля 1938 года Гомельской области В 1929 году организован колхоз «Ударник пятилетки», работали кузница, 3 ветряные мельницы, шерсточесальня. Во время Великой Отечественной войны 25 мая 1943 года партизаны разгромили гарнизон, созданный оккупантами в деревне. 12 ноября 1943 года каратели сожгли 25 дворов и убили 19 жителей. Освобождена 28 ноября 1943 года. На фронтах погибли 128 жителей деревни, память о которых увековечивает установленная в 1966 году в центре деревни. В 1959 году центр совхоза «Чеботовичи». Была больница с родильным отделением, позже преобразованная в дом для престарелых. Комбинат бытового обслуживания, лесопилка, мельница, механическая мастерская, средняя школа, Дом культуры, библиотека, аптека, детский сад, ветеринарный участок, отделение связи, столовая, 3 магазина. 
В состав Чеботовичского сельсовета входили не существующие в настоящее время: до 1968 года посёлок Пролетарий, до 1969 года посёлок Днепровск, до 1976 года посёлок Первомайский, Пушкина.

## Население

### Численность
- 2004 год — 160 хозяйств, 383 жителя.

### Динамика
- 1883 год — 115 дворов, 562 жителя.
- 1897 год — 153 двора, 1162 жителя (согласно переписи).
- 1909 год — 186 дворов 1405 жителей.
- 1940 год — 94 двора, 377 жителей.
- 1959 год — 546 жителей (согласно переписи).
- 2004 год — 160 хозяйств, 383 жителя.
- 2019 год — 225 жителей.

## Культура
- Музейная комната ГУО «Чеботовичская средняя школа»
- Чеботовичский центр народного творчества

## Достопримечательность
- Памятник землякам, погибшим в Великой Отечественной войне
- Могильник (XX—XII вв.)

## Галерея

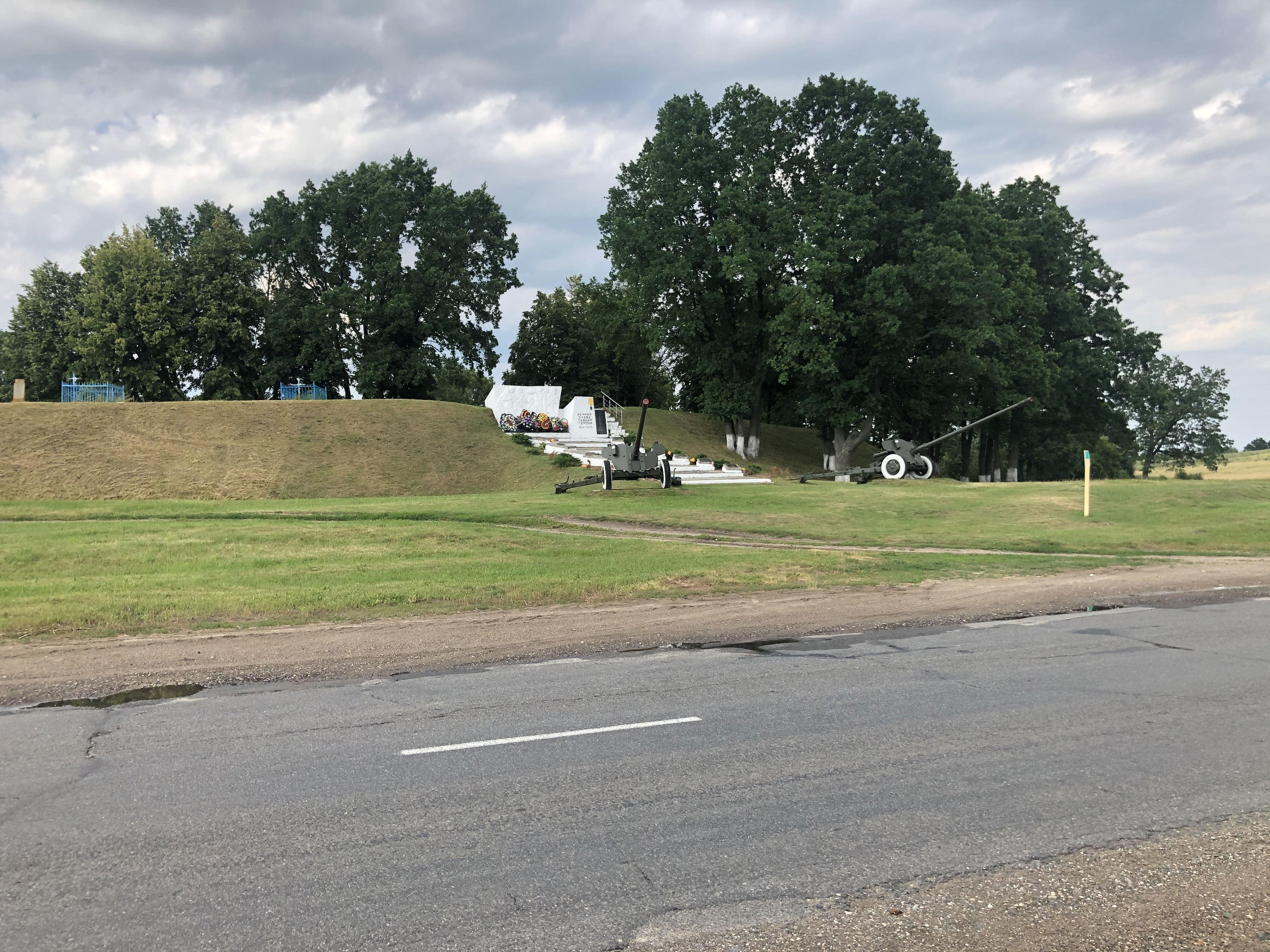
Памятник, в центре деревни
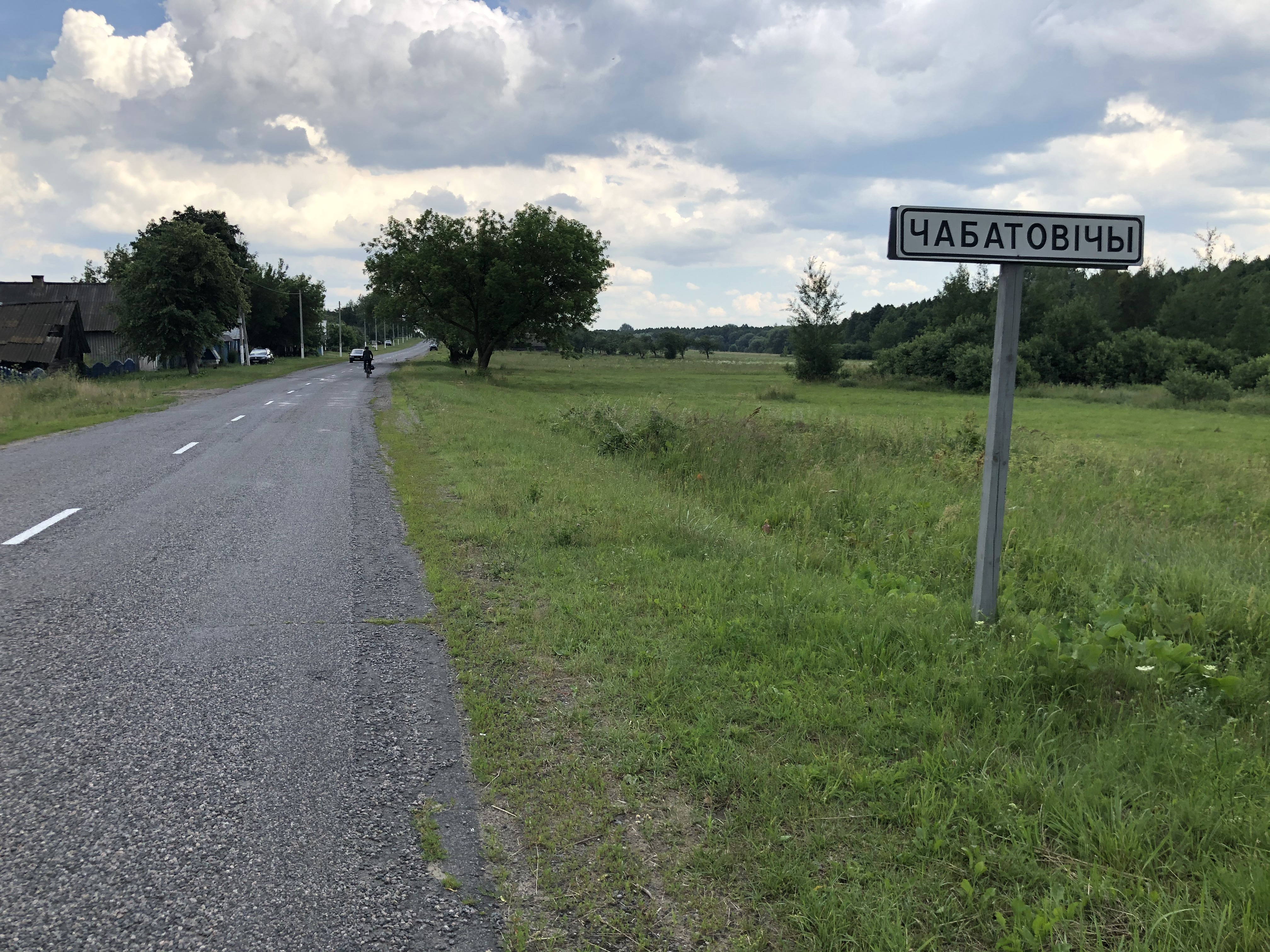
Въезд по шоссе с западной стороны